# Équipe du Canada féminine de rugby à sept
L'équipe du Canada féminine de rugby à sept est l'équipe qui représente le Canada dans les principales compétitions internationales féminines de rugby à sept, notamment la série mondiale, la Coupe du monde et les Jeux olympiques d'été.

## Histoire
Alors que s'ouvre la première édition de la série mondiale pendant la saison 2012-2013 (en), la sélection canadienne prend part à la compétition en tant qu'équipe permanente,,.

## Palmarès
Jeux olympiques d'été (première édition en 2016)
- 2016 (Brésil) : troisième
- 2021 (Tokyo) : neuvième
- 2024 (Paris) : deuxième

Coupe du monde (première édition en 2009)
- 2009 ( Émirats arabes unis) : Sixième
- 2013 (Russie) : Finaliste
- 2018 (États-Unis) : Septième

Série mondiale (première édition en 2012-2013)
- 2012-2013, classement final 3e
- 2013-2014, classement final 3e
- 2014-2015, classement final 2e, 1 étape gagnée
- 2015-2016, classement final 3e, 1 étape gagnée
- 2016-2017, classement final 3e, 1 étape gagnée
- 2017-2018, classement final 4e
- 2018-2019, classement temporaire (après 4 étapes) 2e, 1 étape gagnée

Jeux panaméricains (première édition en 2015)
- 2015 (Canada) : Première

## Joueuses emblématiques
- Bianca Farella
- Magali Harvey
- Ghislaine Landry
- Karen Paquin
- Kelly Russell